# Invalidenfriedhof
52°31′55″N 13°22′16″Ø / 52.53194°N 13.37111°Ø
Invalidenfriedhof er en berømt gravplads i Berlin-bydelen Mitte. Den ligger mellem Scharnhorststraße og Berlin-Spandauer Schifffahrtskanal, nord for det føderale erhvervs- og teknologiministerium. Et omkring 180 meter langt, gennembrudt stykke af en "baglandsmur" (opbakning af Berlinmuren), samt en noget længere strækning af vejen, der siden 1975 har gennemskåret gravpladsen, blev fredet i 1990. 
Invalidenfriedhof hører til de ældste gravpladser i Berlin. Den blev etableret i 1748 efter ordre fra Fredrik den Store som gravsted for de skadede og invalide fra Den østrigske arvefølgekrig, og for beboerne på det nærliggende militære plejehjem, Invalidenhaus. Gravpladsen og dens historie er nært knyttet til prøjsisk militærhistorie og Revolutionskrigene 1813–15. Blandt de første prominente prøjsiske militærpersoner, der blev begravet på Invalidenfriedhof, var Bogislav Friedrich Emanuel von Tauentzien. I 1919 blev plejehjemmet lukket, og flyttede til bydelen Frohnau i 1923. 
Gravpladsen blev beskadiget under anden verdenskrig, men led større skade efter afslutningen af krigen og i perioden under Den kolde krig. Umiddelbart efter krigsafslutningen blev flere gravsteder vandaliseret, bl.a. fordi flere højtstående nazister var begravet på Invalidenfriedhof. Byrådet i Østberlin lukkede i 1951 gravpladsen for offentligheden for at restaurere stedet. Invalidenfriedhof lå på grænsen mellem den sovjetiske sektor og britiske sektor, og i forbindelse med DDR's opførelse af Berlinmuren i 1961 blev en tredjedel af gravpladsen inddraget i forbindelse med byggeriet af muren og oprettelse af anlæg omkring muren til hindring af passage fra øst til vest. Ca. 230 grave eksisterer stadig. En forening har siden 1992 arbejdet for at restaurere anlæggene og gravene.

## Kendte personer
I kronologisk orden:
- Hans Karl von Winterfeldt
- Gerhard von Scharnhorst
- Job von Witzleben
- Friedrich Bogislav Emanuel Tauentzien von Wittenberg
- Friedrich von Holstein
- Gustav von Rauch
- Karl Friedrich Friesen
- Hermann von Boyen
- Friedrich von Schele
- August Hiller von Gaertringen
- Julius von Groß genannt Schwarzhoff
- Alfred von Schlieffen
- Karl von Schönberg
- Helmuth Johannes Ludwig von Moltke
- Moritz von Bissing
- Hans Joachim Buddecke
- Maximilian von Prittwitz und Gaffron
- Hermann von Eichhorn
- Olivier Freiherr von Beaulieu-Marconnay
- Robert von Klüber
- Rudolf Berthold
- Hans Hartwig von Beseler
- Friedrich von Baudissin
- Manfred Albrecht Freiherr von Richthofen [3]
- Max Hoffmann
- Josias von Heeringen
- Ludwig von Schröder
- Werner von Frankenberg zu Proschlitz
- Ludwig von Falkenhausen
- Hans von Seeckt
- Otto Hasse
- Hans Maikowski
- Adolf Karl von Oven
- Rochus Schmidt
- Oskar von Watter
- Werner von Fritsch
- Wolff von Stutterheim
- Lothar von Arnauld de la Perière
- Friedrich-Carl Cranz
- Ernst Udet
- Werner Mölders
- Walter von Reichenau
- Herbert Geitner
- Fritz Todt
- Reinhard Heydrich
- Curt Haase
- Hermann von der Lieth-Thomsen
- Carl August von Gablenz
- Hans Fuß
- Hans-Valentin Hube
- Rudolf Schmundt
- Walter Marienfeld